# واتارو سوميدا
واتارو سوميدا (باليابانية: 隅田 航) (مواليد 23 مايو 1988)، هو لاعب كرة قدم سابق كان يلعب كمهاجم.

## وصلات خارجية
- واتارو سوميدا على موقع عالم كرة القدم.نت (الإنجليزية)